# Portland Power 1997-1998
La stagione 1997-98 delle Portland Power fu la 2ª nella ABL per la franchigia.
Le Portland Power vinsero la Western Conference con un record di 27-17. Nei play-off persero in semifinale con le Long Beach Stingrays (2-0).

## Roster
| N° | Naz.                   | Ruolo | Sportivo             | Anno | Alt. | Peso |
| -- | ---------------------- | ----- | -------------------- | ---- | ---- | ---- |
|    | Stati Uniti (bandiera) | AC    | Sylvia Crawley       | 1972 | 196  | 85   |
|    | Stati Uniti (bandiera) | A     | Stacey Ford          | 1969 | 188  | 84   |
|    | Stati Uniti (bandiera) | C     | Sheila Frost         | 1966 | 193  | 83   |
|    | Stati Uniti (bandiera) | G     | Molly Goodenbour     | 1972 | 167  | 59   |
|    | Stati Uniti (bandiera) | A     | Lisa Harrison        | 1971 | 185  | 74   |
|    | Stati Uniti (bandiera) | G     | Jennifer Jacoby      | 1973 | 173  | 59   |
|    | Stati Uniti (bandiera) | A     | DeLisha Milton-Jones | 1974 | 185  | 84   |
|    | Stati Uniti (bandiera) | A     | Laticia Morris       | 1974 | 185  | 73   |
|    | Stati Uniti (bandiera) | G     | Elaine Powell        | 1975 | 173  | 68   |
|    | Stati Uniti (bandiera) | G     | Charmin Smith        | 1973 | 183  | 67   |
|    | Stati Uniti (bandiera) | GA    | Katy Steding         | 1967 | 183  | 78   |
|    | Stati Uniti (bandiera) | AC    | Natalie Williams     | 1970 | 188  | 95   |
|    | Stati Uniti (bandiera) | G     | Falisha Wright       | 1973 | 167  | 59   |

## Staff tecnico
- Allenatore: Lin Dunn